# Bezbramna brama
Bezbramna brama (chiń. 無門關, pinyin Wúménguān; pol. Bezbramna brama, bezbramne przejście; kor. 무문관 Mumun kwan; jap. Mumonkan; wietn. Vô môn quan) – jeden z najważniejszych zbiorów Koanów stworzony przez mistrza chan Wumena Huikaia (1183–1260) w 1229 r.

## Historia i charakter tekstu
Jak sam Wumen napisał we wstępie, 5 dnia 12 miesiąca 1228 r. wybrał on 48 przypadków dotyczących okazji przebudzenia patriarchów i że zostały one opublikowane 5 dnia 12 miesiąca 1229 dla uhonorowania urodzin cesarza Lizonga (理宗, 1224-1264). W trakcie kompletowania tego tekstu Wumen był kierownikiem medytacji (chiń. shouzuo) w klasztorze Longxiang. Źródłem była praca zatytułowana Zongmen tongyao ji, która wywarła wielki wpływ na chan w okresie Song. Dzieło to powstało w 1100 roku i jego autorem był Jianqi Zongyong. Wstęp napisał w 1093 roku laik Maoshan znany także jako Yao Zi. Zongmen tongyao ji został wydany powtórnie w 1133 roku przez Tianninga Huizu z klasztoru Tianning w Futian. W dwa lata później ukazuje się kolejna reedycja tego tekstu wydana przez Siminga Siqiana ze wstępem laika Benrana, znanego także jako Zheng Chen. W 1146 roku Yian z góry Lu wydaje tę pracę po raz kolejny. To wydanie zostaje powtórzone w 1179 roku, a posłowie pisze do niego książę Wei Wang.
Wumenguan został opublikowany w 1229 roku. W 1230 roku Wumen Huikai poprowadził serię wykładów na temat tego dzieła w klasztorze  Ruiyan w Mingzhou na zaproszenie od Wulianga Zongshou.
W roku 1246 ukazuje się reedycja Wumenguan z posłowiem Meng Gonga.
Zbiór ten liczy 48 "przypadków" (gong’anów) oświecenia buddów i patriarchów. Jest więc najmniejszym ze zbiorów. Zestaw powstał w 1228 r., więc, jako najpóźniejszy z trzech głównych zbiorów, wykazuje największą dojrzałość.
Książeczka ta ma swój zdecydowany charakter, którym różni się od innych zbiorów tego gatunku. Gong’any unikają przede wszystkim literackości, są bardzo krótkie. Niczym nie ozdobione zdania prowadzą bezpośrednio do tego, co jest zasadnicze, co czyni gong’an tym, czym on jest. Jest także dziełem jednego autora.
Każdy przypadek składa się tylko z trzech części (poza tytułem): z tekstu przypadku, krytycznego komentarza mistrza Wumena (zaczynającego się słowami "Wumen yue" czyli "Wumen powiedział") i wiersza (chiń. song), który jest jednak mniej poezją, a bardziej zestawem luźno powiązanych wersów.
Jak wyjaśnił sam autor, tytuł zbiorku nawiązuje do wypowiedzi mistrza chan Xuansha Shibeia (835–908): Bez bramy to brama wyzwolenia; bez umysłu to umysł człowieka Drogi (chiń. Dao).

## Tytuł
Pełny tytuł to "Chanzong Wumen guan" (禅宗無門關; "Bezbramna Brama szkoły chan").
Tytuł książki można tłumaczyć na kilka sposobów.
Słowo 無 (wú – nie, nic) było także używane jako synonim "pustości" (空 kong) (skt śunjata). Tak więc w tym kontekście tytuł może znaczyć także "Brama do Pustki" (空門). Jest to tym bardziej uprawnione, iż "Brama do Pustki" była ogólnym synonimem buddyzmu lub praktyki buddyjskiej.
Z kolei 門 (mén) oznacza "drzwi" lub "bramę". 關 (guān) występuje w dzisiejszej chińszczyźnie najczęściej jako czasownik "zamykać", ale również jako rzeczownik "punkt kontrolny". Tak więc można tytuł przetłumaczyć dzisiaj jako "Test Wumena".

## Historia tekstu w Japonii
W 1254 roku do Japonii powrócił Shinchi Kakushin, który przed wyjazdem otrzymał od Wumena trzy obrazy na jedwabiu przedstawiające Bodhidharmę, Hanshana i Shide, oraz kopie Yuelin yulu i Wumenguan. W 1291 roku Wumenguan ukazał się drukiem zapewne w klasztorze Saihō na górze Juhō, jednak żaden z egzemplarzy się nie zachował.
W 1405 roku tekst został ponownie wydrukowany i dzisiejsze wersje tekstu pochodzą właśnie z tego wydania. Różnica jest taka, że dodano jeden kōan, mianowicie "Trzy bariery Huanglonga".
Shinchi Kakushin był mistrzem szkoły rinzai. Jednak jego linia przekazu hōttō miała bardzo bliskie kontakty ze szkołą sōtō. Keizan Jōkin, założyciel Sōji-ji i twórca podstaw pod rozwój szkoły sōtō, studiował przez jakiś czas u Kakushina. Spadkobierca Kakushina - Kohō Kakumyo był uczniem Keizana i otrzymał od niego wskazania. Kakushin wywarł także wielki wpływ na Dōgena. Dlatego Wumenguan (jap. Mumonkan) był często czytany zarówno w szkole rinzai ale również i w szkole sōto. Popularność tego tekstu w Japonii przewyższyła jego popularność w Chinach.
W XVII wieku w Japonii doszło do dwóch incydentów w roku 1649 i 1653.  W pierwszym incydencie doszło do wykluczenia ze szkoły sōtō mnichów, którzy podważyli doktrynę sōtō związaną z trzema głównymi klasztorami szkoły w rejonie Kantō. Pojawiła się heretycka doktryna, która podkopała nauki szkoły oraz pogwałciła system określający związki pomiędzy głównymi a filialnymi klasztorami, jak również reguły etykiety. W drugim incydencie usunięto ze szkoły sōtō mnichów z klasztorów Kasuisai, Sōji i Eihei. Wielu mnichów, zaczynając od Bannana Eishū (1591-1654), musiało opuścić szkołę. Jednym z tekstów, które spotkały się z krytyką był Mumonkan, gdyż Bannan Eishū był autorem komentarza do tej książki. Po jego śmierci Manzan Dōhaku (1636-1715), który przeprowadził reformę sōtō, wydał książkę Mumon ekai goroku, w której wychwalał dzieło Wumena.
Chociaż Mumonkan był od czasu do czasu krytykowany w szkole sōtō, był to często czytany tekst w szkole rinzai, razem z Biyan lu. W szkole sōtō najpopularniejsze były zbiory Congrong lu i Biyan lu. Ponieważ Wansong Xingxiu (1166-1246) wychwalał sto przypadków stanowiących dzieło Hongzhi songgu autorstwa Hongzhi Zhengjue (1091-1157), odnoszono się do niego jako do podstawowego tekstu szkoły sōtō. Dōgen nigdy nie negował roli kōanów, które były często używane w kształceniu uczniów w szkole sōtō. Pod wpływem szkoły rinzai często używano także tekstu Mumonkan.         

## Przypadki
Każdy tytuł przypadku składa się z czterech chińskich znaków. W nawiasie mistrz chan występujący w przypadku (lub inne osoby).
1. "Wu!" Zhaozhou (赵州狗子)
2. Baizhang i lis (百丈野狐)
3. Juzhi podnosi palec 俱胝竖指
4. Zachodni Barbarzyńca bez brody (Bodhidharma) (胡子无须)
5. Xiangyan Zhixian (香严上树)
6. Czczony Przez Świat podnosi kwiat (Budda i Mahakaśjapa) (世尊拈花)
7. "Umyj miskę" Zhaozhou )(赵州洗钵)
8. Xizhong kołodziej (Yue’an Shanguo) (奚仲造车
9. Xingyang Qingrang (大通智胜)
10. Qingshui jest w całkowitej nędzy (Caoshan Benji) (清税孤贫)
11. Zhaozhou spotyka pustelnika (州勘庵主)
12. Ruiyan woła swojego mistrza (岩唤主人)
13. Deshan trzyma swoje miski (德山托钵)
14. Nanquan zabija kota (南泉斩猫)
15. Sześćdziesiąt uderzeń Dongshana (洞山三顿)
16. Gdy zabrzmi dzwon, siedmioczęściowa szata (Yunmen Wenyan) (钟声七条)
17. Narodowy Nauczyciel wywołuje trzy razy (国师三唤)
18. "Trzy funty lnu" Dongshana Liangjie (洞山三斤)
19. "Zwyczajny umysł jest Drogą" (Zhaozhou Congshen i Nanquan Puyuan) (平常是道)
20. Człowiek o wielkiej sile (大力量人)
21. "Gówno za patyku" Yunmena (云门屎橛)
22. "Zwalić maszt/ściągnąć flagę" Mahakaśjapy (Ananda) (迦叶刹竿)
23. Nie myśl ani o dobru ani o złu (Dajian Huineng) (不思善恶)
24. Pożegnalne słowa Fengxue Yanzhao (离却语言)
25. Ten z trzeciego miejsca naucza Dharmy (Yangshan Huiji) (三座说法)
26. Dwaj mnisi zwijają zasłonę (Fayan Wenyi) (二僧卷廉)
27. "To nie jest ani umysł, ani budda" (Nanquan Puyuan) (不是心佛)
28. Czczony Longtan Chongxin (i Deshan Xuanjian) (久响龙潭)
29. Ani wiatr, ani flaga (Dajian Huineng) (非风非幡)
30. "Sam umysł jest buddą" (Mazu Daoyi) (即心即佛)
31. Zhaozhou przepytuje staruszkę (赵州勘婆)
32. Niebuddysty pytania do Buddy (外道问佛)
33. "Ani umysł, ani budda" (Mazu Daoyi) (非心非佛)
34. "Mądrość nie jest Drogą" (Nanquan Puyuan) (智不是)
35. Oddzielona dusza Qian (Wuzu Fayan) (倩女离魂)
36. Spotkanie człowieka Dao na drodze (Wuzu Fayan) (路逢达道)
37. Cyprys na przedzie ogrodu (Zhaozhou Congshen) (庭前柏树)
38. Byk przechodzący przez okno (Wuzu Fayan) (牛过窗棂)
39. Yunmen mówi "Przegapiłeś to" (Yunmen Wenyan) (云门话堕)
40. Kopnięcie wiadra (Guishan Lingyou) (趯倒净瓶)
41. Bodhidharma uspokaja umysł (Dazu Huike) (达磨安心)
42. Kobieta wychodzi z medytacji (Budda i Mandziuśri) (女子出定)
43. Kij Shoushana Xingniana (首山竹篦)
44. Kij Bajiao Huiqinga (芭蕉拄杖)
45. "Kim on jest?" (Wuzu Fayan) (他是阿谁)
46. Krok naprzód ze słupa (Shishuang Chuyuan) znany także jako Ciming Chuyuan (竿头进步)
47. Trzy Bariery Doushana (兜率三关)
48. Jedna droga Qianfenga (i Yunmen Wenyan) (乾峰一路)